# Waverly Hills 9021-D'Oh
Waverly Hills 9021-D'Oh (v anglickém originále Waverly Hills 9-0-2-1-D'oh) je 19. díl 20. řady (celkem 439.) amerického animovaného seriálu Simpsonovi. Scénář napsal J. Stewart Burns a díl režíroval Michael Polcino. V USA měl premiéru dne 3. května 2009 na stanici Fox Broadcasting Company a v Česku byl poprvé vysílán 17. ledna 2010 na stanici ČT2.

## Děj
Marge si jde jednoho rána zaběhat a objeví stánek, kde jsou nabízeny vzorky „vědecké vody“ zdarma. Poté, co zkonzumuje příliš mnoho vzorků, zoufale hledá veřejné záchody a jeden najde na Springfieldské základní škole. Poté prochází chodbami a s hrůzou zjišťuje, že Springfieldská základní škola je nejhorší školou ve státě, plná apatických učitelů a přeplněných tříd. Marge a Homer se v obavách o budoucnost svých dětí rozhodnou pronajmout si byt v luxusní školní čtvrti Waverly Hills, aby Líza a Bart mohli navštěvovat lepší školu. Líza a Bart jsou nadšeni vyhlídkou na nový začátek. Bart, jenž si chce upevnit pověst „zlobivého chlapce“, je spoután a odveden náčelníkem Wiggumem, což zanechá ostatní studenty v úžasu. Po odchodu ze Základní školy Waverly Hills však vyjde najevo, že náčelník Wiggum Barta „zatkl“ jako protislužbu, pokud Bart slíbí, že se zúčastní narozeninové oslavy Ralpha Wigguma, ačkoli na oslavu zapomene a dostane se s Wiggumem do problémů. Líza má mezitím problémy s navazováním přátelství a z testu dostane 2+. Bart, který si všimne sestřiny pochmurné nálady, zalže několika populárním dívkám ve škole, že Líza je kamarádkou nesmírně populární teenagerské zpěvačky jménem Alaska Nebraska. Marge a Homer se dozvědí, že je navštíví školní inspektor, aby potvrdil, že byt ve Waverly Hills je skutečně bydlištěm Lízy a Barta, a tak se Homer do bytu nastěhuje a spřátelí se se dvěma vysokoškoláky.
Homer si osvojí staromládenecký životní styl, hraje videohry a navštěvuje večírky se svými nově nalezenými kamarády z vysoké školy a s Marge se začnou chovat, jako by spolu nově chodili. Líza se stala oblíbenou u několika svých spolužáků, ale jen proto, že chtějí vstupenky do zákulisí nadcházejícího koncertu Alasky Nebrasky. Líza se vplíží do Alasčiny šatny a obhajuje se, ale Alaska je nesympatická a Líza je ochrankou vyvedena z místa konání. Přizná se svým kamarádkám, že nebyla přítelkyní Alasky Nebrasky, a dívky ji pronásledují, nicméně Líza jim uteče. 
Mezitím Homerův byt ve Waverly Hills navštíví zlověstný školní inspektor. Homer a Marge horečně po pokoji rozkládají hračky Šáši Krustyho ve snaze přesvědčit inspektora, že tam žijí děti. Zatímco se dostává dovnitř, vystřelí pomocí pistole se záchytným šroubem zámek. Dojde k závěru, že v bytě bydlí děti Simpsonových, ale přizná, že doufal, že Homera a Marge zabije a bude to vypadat jako sebevražda. Líza a Bart však prosí, aby se mohli vrátit na Springfieldskou základní školu. Zejména Líza si přeje návrat, protože by raději „byla ostrakizována za to, že jsem to já, a ne za to, za koho se vydávám“. Marge a Homer souhlasí, ale tesklivě prohlašují, že jim bude chybět jejich byt v hnízdečku lásky. Epizoda končí tím, že Homer a Marge používají domek na stromě na dvorku jako své nové hnízdečko lásky, což Barta velmi mrzí, ale brzy změní názor, když mu Homer pohrozí domácím vězením.

## Kulturní odkazy
Během montáže Waverly Hills a závěrečných titulků hraje přetextovaná verze písně „Beverly Hills“ od skupiny Weezer. Alaska Nebraska je parodií na Hannah Montanu, ale chování postavy je podobné charakteru Elliota Page ve filmu Juno. Městský inspektor je založen na Antonu Chigurhovi z filmu Tahle země není pro starý z roku 2007.

## Přijetí
Robert Canning z IGN udělil dílu známku 8,8 z 10 a označil jej za nejlepší díl 20. řady.
Epizodu sledovalo celkem 6,75 milionu diváků, čímž se stala nejsledovanějším pořadem večera na stanici Fox.